# Зернов, Михаил Андреевич
Зернов Михаил Андреевич (24 октября (5 ноября) 1897, Санкт-Петербург — 27 августа 1972, Ленинград) — военный связист, генерал-майор береговой службы.

## Биография
В 1916 году окончил 2-ю Ораниенбаумскую школу прапорщиков, затем через год ускоренные курсы связи. Поступил на службу в 1915 году рядовым саперного батальона, был командиром литературной роты 275-го запасного пехотного полка. В Первой мировой войне получил звание прапорщика. В 1918 году стал членом рабоче-крестьянской Красной Армии, а 1924 году поступил на службу на военно-морской флот СССР. В 1931-32 годах проходил обучение в классе связи Специальных курсов комсостава ВМС РККА.
Участник Гражданской, советско-финляндской и Великой Отечественной войн. В 1938 году получил должность начальника отдела связи Краснознаменного Балтийского Флота. В ходе Великой Отечественной войны оставался в прежней должности, профессионализм Зернова и его подчиненных не допустили дезорганизации управления силами флота в сложных боевых условиях и последующей военно-морской базы и пунктов его базирования от Либавы до Ханко, а также нарушения связи КБФ в условиях блокады Ленинграда. После окончания войны занимал должности начальника отдела связи БО ВМФ (06-09.1945), училища ВМС (до 1948 года). Начальник тыла Кронштадтской ВМБ, Беломорской флотилии СФ (до апреля 1951 года). В марте 1960 года ушел в отставку с должности начальника НИИ № 8 ВМФ. В мае 1952 года присвоено звание генерал-майора. Похоронен на Большеохтинском кладбище.

## Награды
- Орден Ленина (1945)
- Орден Красного Знамени (1943, 1944. 1948)
- Орден отечественной войны Первой степени (1944)
- Орден Красной Звезды (1938, 1940)
- Именное оружие (1957)